# 26 września
26 września jest 269. (w latach przestępnych 270.) dniem w kalendarzu gregoriańskim. Do końca roku pozostaje 96 dni.

## Święta
- Imieniny obchodzą: Amancjusz, Budziwoj, Cyprian, Damian, Euzebiusz, Kalistrat, Kasper, Kosma, Lucja, Łękomir, Łucja, Majnard, Nil, Nila, Nilus i Teresa.
- Jemen – Święto Rewolucji
- Międzynarodowe
  - Europejski Dzień Języków, Międzynarodowy Dzień Języków Obcych[1][2] (ustanowione w 2001 przez Radę Europy)
- Polska
  - Ogólnopolski Dzień Aptekarza (obchodzony w dniu liturgicznego wspomnienia św. Kosmy i Damiana, patronów farmaceutów i aptekarzy)[3]
  - Dzień Budowlanych (Dzień Budowlańca)[4] (w czasach PRL-u święto obchodzono w ostatnią niedzielę września)
- Wspomnienia i święta w Kościele katolickim[5][6] obchodzą:
  - bł. Alojzy Tezza (prezbiter)
  - bł. Aureliusz z Vinalesy (męczennik)
  - bł. Bartłomiej Maria Dal Monte (prezbiter)
  - św. Julia Kim (męczennica)
  - bł. Kacper Stanggassinger (prezbiter)
  - św. Kosma, św. Damian i towarzysze
  - Najświętsza Maryja Panna Leśniańska (Kościół katolicki w Polsce)
  - św. Nil z Rossano (eremita)
  - św. Wawrzyniec Ruiz i Towarzysze (męczennicy z 1636; św. Wawrzyniec jest pierwszym świętym Filipińczykiem, patronem swojej ojczyzny; beatyfikowany i kanonizowany przez Jana Pawła II)

## Wydarzenia w Polsce

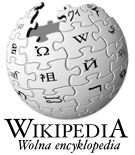
Logo polskiej Wikipedii

- 1629 – W Altmarku (Starym Targu) zawarto rozejm kończący V wojnę polsko-szwedzką.
- 1679 – Pożar strawił dom i obserwatorium Jana Heweliusza w Gdańsku.
- 1858 – Poświęcono kościół św. Jadwigi Śląskiej w Gdańsku.
- 1878 – Otwarto Wielką Synagogę w Warszawie.
- 1908 – Pod Bezdanami na Wileńszczyźnie Józef Piłsudski z grupą bojowców z PPS dokonał napadu na rosyjski pociąg pocztowy.
- 1920 – Wojna polsko-bolszewicka: decydujące zwycięstwo wojsk polskich w bitwie nad Niemnem (20-26 września).
- 1939 – Kampania wrześniowa:
  - O 17.30 w lesie pod Góreckiem Kościelnym generałowie Emil Krukowicz-Przedrzymirski i Jan Kazimierz Kruszewski podpisali akt kapitulacji połączonych wojsk Armii „Modlin” i Grupy Operacyjnej gen. Kruszewskiego.
  - Pod Morańcami miała miejsce ostatnia szarża w czasie kampanii wrześniowej.
- 1941 – Niemcy utworzyli getto żydowskie w Andrychowie.
- 1943 – W Wilanowie i Kępie Latoszkowej została przeprowadzona antyniemiecka akcja bojowo-represyjna Oddziału Specjalnego „Osjan” oraz batalionu „Zośka” i kompanii wydzielonej „Agat”.
- 1944 – 57. dzień powstania warszawskiego: ewakuacja obrońców Mokotowa.
- 1946 – Tymczasowy Rząd Jedności Narodowej Edwarda Osóbki-Morawskiego z dniem 6 września pozbawił obywatelstwa polskiego gen. Władysława Andersa i 75 oficerów Polskich Sił Zbrojnych na Zachodzie.
- 1947 – Został znacjonalizowany Hotel Bristol w Warszawie.
- 1973 – W rozegranym na Stadionie Śląskim w Chorzowie meczu eliminacyjnym do Mistrzostw Świata Polska pokonała Walię 3:0.
- 1982 – Andrzej Mierzejewski wygrał 39. Tour de Pologne.
- 1985 – W Toruniu zatrzymano fizyków i techników, którzy prowadzili emisję opozycyjnych programów, nakładających się na program telewizyjny.
- 1991 – Sejmowi RP przedstawiony został tzw. Raport Rokity, przygotowany przez Sejmową Komisję Nadzwyczajną do Zbadania Działalności MSW.
- 1997 – Premiera filmu Szczęśliwego Nowego Jorku w reżyserii Janusza Zaorskiego.
- 2001 – Uruchomiono polską Wikipedię, wolną encyklopedię internetową.
- 2003 – Premiera filmu Żurek w reżyserii Ryszarda Brylskiego.
- 2006 – W programie Teraz my! w TVN ujawniono nagrania rozmów posłanki Renaty Beger z posłami Adamem Lipińskim i Wojciechem Mojzesowiczem; początek tzw. afery taśmowej.
- 2014 – Sejm RP przyjął ustawę powołującą do życia Polską Agencję Kosmiczną (PAK; ang. Polish Space Agency, POLSA).

## Wydarzenia na świecie
- 539 p.n.e. – Została stoczona bitwa pod Opis między wojskami perskimi pod wodzą Cyrusa II Wielkiego a wojskami babilońskimi pod wodzą Nabonida.
- 715 – Zwycięstwo wojsk Neustrii nad siłami Austrazji w bitwie pod Compiègne podczas frankijskiej wojny domowej.
- 1087 – Wilhelm II Rudy został koronowany na króla Anglii.
- 1143 – Kardynał Guido di Castello został wybrany na papieża i przyjął imię Celestyn II.
- 1212 – Cesarz rzymski Fryderyk II Hohenstauf wydał Złotą Bullę Sycylijską, w której nadał władcom Czech dziedziczny tytuł królewski.
- 1345 – Zwycięstwo wojsk fryzyjskich nad holenderskimi w bitwie pod Warns, w czasie której poległ hrabia Holandii Wilhelm II z Hainaut. Jego następczynią została Małgorzata II z Hainaut.
- 1371 – Turcy osmańscy pokonali koalicję bałkańskich chrześcijan w bitwie nad rzeką Maricą.
- 1423 – Wojna stuletnia: zwycięstwo wojsk francuskich nad angielskimi w bitwie pod La Brossiniere.
- 1580 – Flagowy okręt Francisa Drake’a „Złota Łania” zawinął do angielskiego portu Plymouth, kończąc podróż dookoła świata.
- 1633 – Wielki książę Toskanii Ferdynand II Medyceusz poślubił Wiktorię della Rovere.
- 1679 – W Lund został zawarty traktat pokojowy kończący wojnę duńsko-szwedzką.
- 1687 – VII wojna wenecko-turecka: flota wenecka ostrzelała ateński Akropol, powodując eksplozję zgromadzonego tam prochu i zniszczenie wielu budowli.
- 1767 – I wojna z Królestwem Majsur: zwycięstwo wojsk brytyjskich w bitwie pod Tiruvannamalai.
- 1777 – Wojna o niepodległość Stanów Zjednoczonych: wojska brytyjskie zdobyły Filadelfię.
- 1786 – W Londynie podpisano brytyjsko-francuski traktat o wolnym handlu.
- 1789 – Thomas Jefferson został nominowany na pierwszego amerykańskiego sekretarza stanu.
- 1799 – II koalicja antyfrancuska: zwycięstwo wojsk francuskich w II bitwie pod Zurychem.
- 1810 – Weszła do służby francuska fregata „Méduse”.
- 1815:
  - Armand-Emmanuel du Plessis został premierem Królestwa Francji.
  - Rosja, Austria i Prusy podpisały sojusz zwany Świętym Przymierzem.
- 1816 – W Neapolu odbyła się premiera opery komicznej Gazeta z muzyką Gioacchino Rossiniego i librettem Giuseppe Palomby i Andrei Leone Tottoli.
- 1832 – W Szwecji otwarto Kanał Gotyjski.
- 1860:
  - Przyjęto flagę Ekwadoru.
  - Victor de Tornaco został premierem Luksemburga.
- 1873 – Zwodowano rosyjską fregatę pancerną „Gienierał Admirał”.
- 1889 – Pierwsza Generalna Konferencja Miar ustaliła (obowiązującą do 1960 roku) definicję metra jako odległość w temperaturze 0 °C i przy normalnym ciśnieniu atmosferycznym między dwiema głównymi kreskami na platynowo-irydowym wzorcu złożonym w Międzynarodowym Biurze Miar w Sèvres pod Paryżem oraz (nadal obowiązującą) definicję i wzorzec kilograma.
- 1899 – Uruchomiono komunikację tramwajową w łotewskiej Lipawie.
- 1900 – Zwodowano rosyjski pancernik „Potiomkin”.
- 1901 – Anarchista polskiego pochodzenia Leon Czolgosz, zabójca prezydenta USA Williama McKinleya, został skazany na karę śmierci na krześle elektrycznym.
- 1902 – 112 osób zginęło w wyniku powodzi w mieście Modica na Sycylii.
- 1906 – Niemiecki astronom Max Wolf odkrył planetoidę (610) Valeska.
- 1907 – Nowa Zelandia i Nowa Fundlandia zostały brytyjskimi dominiami.
- 1908 – Założono norweski klub piłkarski SK Brann.
- 1911 – Podczas Międzynarodowego Kongresu Balneologicznego w niemieckim Bad Nauheim po raz pierwszy przyjęto definicję wody mineralnej.
- 1914 – I wojna światowa: zwycięstwo wojsk niemieckich nad południowoafrykańskimi w bitwie pod Sandfontein w Niemieckiej Afryce Południowo-Zachodniej (obecnie Namibia).
- 1916 – Król Ferdynand I Hohenzollern-Sigmaringen ustanowił najwyższe rumuńskie odznaczenie wojskowe – Order Michała Walecznego.
- 1920 – Premiera amerykańskiego filmu niemego Mademe X w reżyserii Franka Lloyda.
- 1921 – Edvard Beneš został premierem Czechosłowacji.
- 1923 – Kanclerz Niemiec Gustav Stresemann podjął decyzję o wznowieniu dostaw węgla do Francji w ramach reparacji wojennych.
- 1926:
  - Otwarto Ullevaal Stadion w Oslo.
  - W Kownie doszło do pogromu ludności polskiej, w którym przy obojętności litewskiej policji rannych zostało ok. 50 osób.
- 1934 – Zwodowano brytyjski transatlantyk „Queen Mary”.
- 1936 – Nikołaj Jeżow został szefem NKWD.
- 1938 – Przeprowadzono częściową mobilizację we Francji i Wielkiej Brytanii.
- 1939 – Francuska Partia Komunistyczna została zdelegalizowana pod zarzutem działalności antypaństwowej.
- 1941 – Wojna na Pacyfiku: po pięciodniowych walkach wojska japońskie przejęły kontrolę nad północną częścią Indochin Francuskich.
- 1941:
  - Bitwa o Atlantyk: u wybrzeży portugalskiego archipelagu Azorów niemiecki okręt podwodny U-203 zatopił brytyjski statek pasażerski SS „Avoceta”, w wyniku czego zginęły 123 osoby.
  - Front wschodni: klęską Armii Czerwonej zakończyła się bitwa o Kijów.
  - Krótko po starcie z lotniska w Wiaźmie rozbił się samolot z pierwszym składem Grupy Inicjatywnej PPR, która miała zostać przerzucona do Polski. W katastrofie zginął Jan Turlejski, a ranni zostali: Jakub Aleksandrowicz, Czesław Skoniecki i Roman Śliwa.
- 1943 – Wojna na Pacyfiku: alianccy komandosi przeprowadzili rajd na port w okupowanym przez wojska japońskie Singapurze, bez strat własnych zatapiając 7 jednostek handlowych wroga (operacja „Jaywick”).
- 1944 – W wyniku niepowodzenia operacji „Market-Garden” polscy i brytyjscy spadochroniarze zostali wycofani z okolic holenderskiego miasta Arnhem.
- 1949 – Należący do linii Mexicana Douglas DC-3 rozbił się o zbocze wulkanu Popocatépetl koło miasta Meksyk, w wyniku czego zginęły wszystkie 23 osoby na pokładzie.
- 1950:
  - 80 górników zatruło się śmiertelnie tlenkiem węgla powstałym w trakcie pożaru w kopalni węgla kamiennego w Creswell w środkowej Anglii.
  - Enrico Mizzi został premierem Malty.
  - Wojna koreańska: wojska ONZ odbiły Seul.
- 1953 – Otwarto Tunel Letenski w Pradze.
- 1954 – Ponad 1100 osób zginęło w Cieśninie Tsugaru w wyniku zatonięcia podczas tajfunu japońskiego promu pasażerskiego „Tōya Maru”.
- 1957 – Na nowojorskim Broadwayu odbyła się premiera musicalu West Side Story z muzyką Leonarda Bernsteina.
- 1959 – Tajfun Vera zabił w Japonii w dniach 26-28 września ponad 5 tys. osób.
- 1960:
  - John F. Kennedy i Richard Nixon zmierzyli się w pierwszej w historii telewizyjnej debacie przed wyborami prezydenckimi w USA.
  - Kubański przywódca Fidel Castro wygłosił najdłuższe przemówienie w historii ONZ (4 godziny i 29 minut).
  - Lecący z Wiednia (z międzylądowaniem w Warszawie) należący do Austrian Airlines Vickers Viscount rozbił się w czasie podchodzenia do lądowania na lotnisku Moskwa-Szeremietiewo, w wyniku czego zginęło 31 z 37 osób na pokładzie.
- 1962 – Proklamowano Jemeńską Republikę Arabską.
- 1967 – Wielka Brytania, Francja i RFN zawarły w Londynie umowę o wspólnej produkcji samolotów Airbus.
- 1968:
  - Na łamach dziennika „Prawda” ukazał się artykuł prezentujący założenia tzw. doktryny Breżniewa.
  - W RFN założono Niemiecką Partię Komunistyczną.
- 1969:
  - 74 osoby (w tym drużyna piłkarska The Strongest) zginęły w katastrofie boliwijskiego samolotu Douglas DC-6 pod La Paz.
  - Ukazał się album Abbey Road grupy The Beatles.
  - W Boliwii gen. Alfredo Ovando Candía obalił prezydenta Luisa Adolfo Silesa Salinasa.
- 1970 – Ahmad Tukan został premierem Jordanii.
- 1971 – Grupa hippisów-squatersów zajęła opuszczone koszary w dzielnicy Kopenhagi Christianshavn i ogłosiła powstanie Wolnego Miasta Christiania.
- 1972 – W związku z nieudolnymi działaniami policji po ataku na izraelskich sportowców, trenerów i działaczy podczas XX Letnich Igrzysk Olimpijskich w Monachium sformowano niemiecki oddział antyterrorystyczny GSG 9.
- 1976 – Mumia faraona Ramzesa II została przewieziona do Paryża w celu przeprowadzenia konserwacji.
- 1977 – Uruchomiono reaktor nr 1 w elektrowni atomowej w Czarnobylu.
- 1980:
  - 13 osób zginęło, a 219 zostało rannych w przeprowadzonym przez neonazistów zamachu bombowym na Oktoberfest w Monachium.
  - Dokonano oblotu chińskiego samolotu pasażerskiego Shanghai Y-10.
- 1981 – Dokonano oblotu Boeinga 767.
- 1983:
  - Nieudana próba wystrzelenia statku kosmicznego Sojuz T-10-1 z kosmodromu w Bajkonurze. Po eksplozji rakiety nośnej podczas startu dwuosobowa załoga została uratowana przy pomocy rakiety ewakuacyjnej.
  - Płk Stanisław Pietrow prawdopodobnie zapobiegł wojnie nuklearnej, ignorując błędne wskazania radzieckiego systemu wczesnego ostrzegania o wystrzeleniu 5 amerykańskich rakietowych pocisków balistycznych.
- 1984 – Wiceminister spraw zagranicznych Chin i ambasador Wielkiej Brytanii w ChRL parafowali projekt wspólnej deklaracji (ostateczną wersję premierzy obu państw podpisali w Pekinie 19 grudnia 1984; weszła w życie 27 maja 1985, po wymianie dokumentów ratyfikacyjnych) na mocy której Hongkong 1 lipca 1997 powrócił do Chin.
- 1986 – W Afganistanie mudżahedini zestrzelili pierwsze dwa radzieckie śmigłowce bojowe Mi-24 dostarczonymi przez Amerykanów pociskami ziemia-powietrze FIM-92 Stinger.
- 1988 – Podczas XXIV Letnich Igrzysk Olimpijskich w Seulu kanadyjski sprinter Ben Johnson, po pozytywnym wyniku testu antydopingowego, został zdyskwalifikowany pozbawiony złotego medalu za zwycięstwo w biegu na 100 metrów.
- 1989 – Ostatni wietnamscy żołnierze opuścili po 12 latach terytorium Kambodży.
- 1992 – Pod Lagos w Nigerii rozbił się wojskowy samolot transportowy Lockheed C-130 Hercules, w wyniku czego zginęło 158 żołnierzy.
- 1995 – 7-krotny premier Włoch Giulio Andreotti stanął przed sądem w Palermo pod zarzutem współpracy z mafią.
- 1997:
  - Pierwsze z serii trzęsień ziemi w regionach Marche i Umbria we Włoszech.
  - Podczas podchodzenia do lądowania w Medan na Sumatrze rozbił się indonezyjski Airbus A300, w wyniku czego zginęły 234 osoby.
- 1998 – Wystartował kanał muzyczny MTV Rossija.
- 2000 – 82 osoby zginęły u wybrzeży wyspy Paros w katastrofie greckiego promu pasażerskiego MS „Express Samina”.
- 2002 – Co najmniej 1863 osoby zginęły w katastrofie senegalskiego promu pasażerskiego „Le Joola”.
- 2003:
  - Na Spitsbergenie utworzono Park Narodowy Północnego Isfjordu.
- Ostatecznie zamknięto Nupedię, prekursorkę Wikipedii.
- 2005 – IRA rozpoczęła zdawanie broni, realizując warunki porozumienia wielkopiątkowego.
- 2006 – Shinzō Abe został premierem Japonii.
- 2007:
  - 32 osoby zginęły w wyniku wybuchu dwóch samochodów-pułapek w stolicy Iraku Bagdadzie.
  - Yasuo Fukuda został premierem Japonii.
- 2008 – Szwajcarski pilot Yves Rossy przeleciał nad kanałem La Manche na skrzydle odrzutowym własnej konstrukcji.
- 2009:
  - Na lotnisku w Zurychu został zatrzymany Roman Polański.
  - Papież Benedykt XVI przybył z wizytą do Czech.
- 2010 – W katastrofie polskiego autokaru pod Berlinem zginęło 14 osób, a 29 zostało rannych.
- 2011 – Aleksandr Ankwab został prezydentem Abchazji.
- 2016:
  - Obywatele Azerbejdżanu zatwierdzili w referendum wszystkie 29 proponowanych poprawek do konstytucji.
  - W Hawanie podpisano porozumienie kończące wojnę domową w Kolumbii.
- 2017 – João Lourenço został prezydentem Angoli.
- 2019 – W trzęsieniu ziemi na wyspie Seram w archipelagu Moluków w Indonezji zginęło 41 osób, a 1578 zostało rannych.
- 2022:
  - W strzelaninie w szkole średniej w rosyjskim Iżewsku zginęło 18 osób (w tym 34-letni sprawca Artiom Kazancew, który popełnił samobójstwo), a 24 zostały ranne.
  - W wyniku eksplozji zostały zniszczone 3 z 4 nitek rosyjskiego Gazociągu Północnego (gazociągów Nord Stream 1 i 2) na dnie Bałtyku.

## Urodzili się
- 1181 – Franciszek z Asyżu, włoski duchowny katolicki, stygmatyk, założyciel zakonu franciszkanów, święty (zm. 1226)
- 1329 – Anna Wittelsbach, królowa Niemiec i Czech (zm. 1353)
- 1526 – Wolfgang Wittelsbach, książę Palatynatu-Zweibrücken (zm. 1569)
- 1553 – Nicolò Contarini, doża Wenecji (zm. 1631)
- 1578 – Pasquale Ottino, włoski malarz (zm. 1630)
- 1585 – Antoni Franco, włoski duchowny katolicki, błogosławiony (zm. 1626)
- 1607 – Francesco del Cairo, włoski malarz (zm. 1665)
- 1688 – Willem Jacob ’s Gravesande, holenderski filozof, fizyk, matematyk (zm. 1742)
- 1690 – (lub 1699) Charles Macklin, brytyjski aktor, dramaturg (zm. 1797)
- 1698 – William Cavendish, brytyjski arystokrata, polityk (zm. 1755)
- 1712 – Dominique de La Rochefoucauld, francuski duchowny katolicki, arcybiskup Albi i Rouen, prymas Normandii, kardynał (zm. 1800)
- 1731 – Gianfrancesco Malfatti, włoski matematyk (zm. 1807)
- 1742 – Thomas Jones, walijski malarz (zm. 1803)
- 1748 – Cuthbert Collingwood, brytyjski wiceadmirał (zm. 1810)
- 1754 – Joseph Proust, francuski chemik (zm. 1826)
- 1759 – Johann Ludwig Yorck von Wartenburg, pruski feldmarszałek (zm. 1830)
- 1762 – Wilhelm Daniel Keidel, niemiecki prawnik, kupiec, przedsiębiorca, dyplomata (zm. ok. 1850)
- 1767 – Wenzel Müller, austriacki kompozytor (zm. 1835)
- 1774 – Johnny Appleseed, amerykański misjonarz, pionier szkółkarstwa (zm. 1845)
- 1784 – Christopher Hansteen, norweski astronom (zm. 1873)
- 1785 – Józef Lubomirski, polski ziemianin, polityk (zm. 1870)
- 1786 – Andrzej Brodziński, polski poeta, tłumacz (zm. 1812)
- 1790 – William Nassau Senior, brytyjski prawnik, ekonomista (zm. 1864)
- 1791 – Théodore Géricault, francuski malarz, grafik (zm. 1824)
- 1792 – William Hobson, brytyjski administrator kolonialny (zm. 1842)
- 1796 – Ida Waldeck-Pyrmont, niemiecka arystokratka (zm. 1869)
- 1798 – Adrian Josef von Hoverden-Plencken, niemiecki kolekcjoner, animator życia kulturalnego i naukowego (zm. 1875)
- 1809 – Philipp von Jolly, niemiecki fizyk, matematyk, wykładowca akademicki (zm. 1884)
- 1810:
  - Gotthold Christian Clausnitzer, niemiecki duchowny luterański (zm. 1875)
  - August von Fligely, austriacki generał porucznik, geograf, kartograf (zm. 1879)
- 1813 – Hiram McCullough, amerykański polityk, kongresman (zm. 1885)
- 1815:
  - Louis-Édouard-François-Desiré Pie, francuski duchowny katolicki, arcybiskup Poitiers, kardynał (zm. 1880)
  - Placyda Viel, francuska zakonnica, błogosławiona (zm. 1877)
- 1816 – Paul Gervais, francuski zoolog, paleontolog, wykładowca akademicki (zm. 1879)
- 1819 – Edward Czaban, polski przedsiębiorca, filantrop (zm. 1897)
- 1826 – Wiktor Wacław Starzeński, polski ziemianin, polityk, oficer rosyjski (zm. 1882)
- 1836 – Edward Likowski, polski duchowny katolicki, arcybiskup poznański, prymas Polski (zm. 1915)
- 1837 – Włodzimierz Czetwertyński-Światopełk, polski książę, uczestnik powstania styczniowego, zesłaniec (zm. 1918)
- 1839 – Ludwig Wittmack, niemiecki botanik, wykładowca akademicki (zm. 1929)
- 1840 – Louis-Olivier Taillon, kanadyjski polityk, premier prowincji Quebec (zm. 1923)
- 1841 – Maksymilian Grecki, polski pianista, kompozytor (zm. 1870)
- 1843 – Kazimierz Girdwoyń, polski inżynier-agrotechnik, uczestnik powstania styczniowego, zesłaniec (zm. 1926)
- 1844:
  - Michał Arcichiewicz, polski uczeń (zm. 1861)
  - Jecheskiel Caro, polski rabin, historyk (zm. 1915)
- 1848:
  - Helen Allingham, brytyjska akwarelistka, ilustratorka (zm. 1926)
  - Wacław Święcicki, polski działacz socjalistyczny, poeta (zm. 1900)
- 1849 – Iwan Pawłow, rosyjski fizjolog, laureat Nagrody Nobla (zm. 1936)
- 1850 – Leon Rzeczniowski, polski neurolog, psychiatra (zm. 1919)
- 1853 – Adolf Thiele, niemiecki polityk (zm. 1925)
- 1858 – Michał Kuryłowicz, polski generał w służbie austro-węgierskiej, prawnik (zm. 1919)
- 1861 – Stanisław Trzebiński, polski lekarz, historyk medycyny (zm. 1930)
- 1862 – Arthur B. Davies, amerykański malarz, grafik (zm. 1928)
- 1864 – Josef Gold, austriacki lekarz, polityk (zm. ?)
- 1866:
  - Bartolomeo Cattaneo, włoski duchowny katolicki, arcybiskup, nuncjusz apostolski (zm. 1943)
  - Gino Coppedè, włoski architekt, rzeźbiarz, dekorator (zm. 1927)
- 1867:
  - Wacław Kloss, polski pedagog, krajoznawca (zm. 1943)
  - Józef Leśniewski, polski generał porucznik, polityk, minister spraw wojskowych (zm. 1921)
- 1869 – (lub 8 października) Komitas Wardapet, ormiański kompozytor (zm. 1935)
- 1870:
  - Chrystian X, król Danii (zm. 1947)
  - Albert Grisar, belgijski żeglarz sportowy (zm. 1930)
- 1871:
  - Petar Pešić, serbski generał, polityk (zm. 1944)
  - Stanisław Eulagiusz Sobolewski, polski pułkownik piechoty (zm. po 1934)
- 1874 – Lewis Hine, amerykański fotoreporter (zm. 1940)
- 1875 – Eric Geddes, brytyjski przedsiębiorca, polityk (zm. 1937)
- 1876 – Edith Abbott, amerykańska ekonomistka, wykładowczyni akademicka, działaczka społeczna (zm. 1957)
- 1877:
  - Ugo Cerletti, włoski neurolog, psychiatra, wykładowca akademicki (zm. 1963)
  - Alfred Cortot, francusko-szwajcarski pianista, dyrygent (zm. 1962)
  - Edmund Gwenn, brytyjski aktor (zm. 1959)
- 1878 – Kurt von Hammerstein-Equord, niemiecki generał, szef sztabu Reichswehry (zm. 1943)
- 1879 – Tadeusz Michejda, polski lekarz, polityk, minister zdrowia (zm. 1956)
- 1881 – Nikoła Bakyrdżiew, bułgarski generał piechoty, polityk, minister wojny (zm. 1954)
- 1882:
  - Stanisław Kiełbasiński, polski chemik-technolog, wykładowca akademicki (zm. 1955)
  - Helena Kottler Vurnik, słoweńska malarka (zm. 1962)
  - Stiepan Polidorow, radziecki polityk (zm. 1932)
- 1883 – Alfred Seiffert, niemiecki otorynolaryngolog, wykładowca akademicki (zm. 1960)
- 1884:
  - Adriaan Goslinga, holenderski historyk (zm. 1961)
  - Ignacy Knast, polski przedsiębiorca, działacz społeczny, uczestnik powstania wielkopolskiego (zm. 1970)
- 1885 – Bolesław Kowalski, polski lekarz, wykładowca akademicki (zm. 1945)
- 1886:
  - Wacław Głazek, polski inżynier, polityk, prezydent Łodzi (zm. 1941)
  - Archibald Vivian Hill, brytyjski fizjolog, laureat Nagrody Nobla (zm. 1977)
  - Otton Krzisch, polski generał brygady (zm. 1963)
- 1887:
  - Frigyes Mezei, węgierski lekkoatleta, sprinter (zm. 1938)
  - Antonio Moreno, hiszpański aktor (zm. 1967)
  - Barnes Wallis, brytyjski oficer, inżynier lotniczy, wynalazca (zm. 1979)
- 1888:
  - Tadeusz Drzażdżyński, polski prawnik, urzędnik państwowy, działacz gospodarczy (zm. 1935)
  - T.S. Eliot, amerykańsko-brytyjski poeta, dramaturg, eseista, laureat Nagrody Nobla (zm. 1965)
  - Joachim Lemelsen, niemiecki generał wojsk pancernych (zm. 1954)
- 1889:
  - Frank Crumit, amerykański piosenkarz, kompozytor (zm. 1943)
  - Martin Heidegger, niemiecki filozof, wykładowca akademicki (zm. 1976)
- 1890:
  - Brunon Antoni Nowakowski, polski lekarz, bakteriolog, higienista, wykładowca akademicki (zm. 1966)
  - Artur Szulc, polski polityk, prezydent Torunia (zm. 1967)
- 1891:
  - Charles Münch, francuski dyrygent pochodzenia niemieckiego (zm. 1968)
  - Hans Reichenbach, niemiecki filozof, logik, wykładowca akademicki (zm. 1953)
- 1892:
  - Honorio Delgado, peruwiański psychiatra, psychoanalityk, biolog, wykładowca akademicki (zm. 1969)
  - Václav Nosek, czechosłowacki polityk komunistyczny, minister spraw wewnętrznych (zm. 1955)
  - Bronisław Szwalm, polski działacz turystyczny, krajoznawca (zm. 1969)
- 1893:
  - Mauricio Cravotto, urugwajski architekt (zm. 1962)
  - Charles Norrie, brytyjski generał, polityk, gubernator generalny Nowej Zelandii (zm. 1977)
- 1894:
  - Vaughn De Leath, amerykańska piosenkarka (zm. 1943)
  - Jan Nagiel, polski starszy szeregowy (zm. 1920)
- 1895:
  - Manus van Diermen, holenderski piłkarz (zm. 1945)
  - Oskar Dirlewanger, niemiecki funkcjonariusz nazistowski, zbrodniarz wojenny (zm. 1945)
  - Jürgen Stroop, niemiecki funkcjonariusz nazistowski, zbrodniarz wojenny (zm. 1952)
- 1896 – Marian Buczek, polski działacz komunistyczny (zm. 1939)
- 1897:
  - Paweł VI, papież, święty (zm. 1978)
  - Max Schur, austriacki lekarz, psychoanalityk (zm. 1969)
- 1898:
  - Jacques Doriot, francuski polityk (zm. 1945)
  - George Gershwin, amerykański kompozytor, pianista (zm. 1937)
- 1899:
  - Irena Dubiska, polska skrzypaczka, pedagog (zm. 1989)
  - Ludwik Gintel, polski piłkarz pochodzenia żydowskiego (zm. 1973)
- 1900:
  - Vito Dumas, argentyński żeglarz (zm. 1965)
  - Wacław Jastrzębowski, polski ekonomista, wykładowca akademicki, żołnierz AK, uczestnik powstania warszawskiego (zm. 1964)
  - Gertrud Luckner, niemiecka działaczka społeczna, Sprawiedliwa wśród Narodów Świata (zm. 1995)
- 1901:
  - Donald Cook, amerykański aktor (zm. 1961)
  - George Ranft, amerykański aktor (zm. 1980)
- 1902:
  - James Dillon, irlandzki polityk (zm. 1986)
  - Michał Specjał, polski inżynier górnik, polityk, poseł na Sejm PRL (zm. 1986)
- 1904:
  - Harold J. Jeghers, amerykański internista (zm. 1990)
  - Lars Thörn, szwedzki żeglarz sportowy (zm. 1990)
  - Hilde Wagener, austriacka aktorka (zm. 1992)
- 1905:
  - Emilio Navarro, portorykański baseballista (zm. 2011)
  - Georg Placzek, czeski fizyk teoretyk, wykładowca akademicki pochodzenia żydowskiego (zm. 1955)
- 1907:
  - John Collier, amerykański lekkoatleta, płotkarz (zm. 1974)
  - Bep van Klaveren, holenderski bokser (zm. 1992)
- 1908 – Wacław Malinowski, polski działacz komunistyczny (zm. 1944)
- 1909 – Ștefan Dobay, rumuński piłkarz, trener pochodzenia węgierskiego (zm. 1994)
- 1910:
  - Alexandru Cuedan, rumuński piłkarz (zm. 1976)
  - Włodzimierz Kuryłowicz, polski mikrobiolog (zm. 1991)
- 1911:
  - Lenore Kight, amerykańska pływaczka (zm. 2000)
  - Włodzimierz Łoziński, polski aktor (zm. 1959)
- 1912:
  - Preston Cloud, amerykański paleontolog, biogeolog (zm. 1991)
  - Alojzy Czarnecki, polski prawnik, sędzia, polityk, poseł na Sejm PRL (zm. 1987)
- 1913:
  - Berthold Beitz, niemiecki przedsiębiorca (zm. 2013)
  - Karol Semik, polski działacz spółdzielczy, wojskowy (zm. 1964)
- 1914:
  - Achille Compagnoni, włoski alpinista, himalaista (zm. 2009)
  - Luigi Gui, włoski polityk (zm. 2010)
  - Jack LaLanne, amerykański kręgarz, pisarz, kulturysta, instruktor ćwiczeń, osobowość telewizyjna (zm. 2011)
  - Przemysław Zwoliński, polski językoznawca, wykładowca akademicki (zm. 1981)
- 1915:
  - Gidon Hausner, izraelski prawnik, wykładowca akademicki, polityk (zm. 1990)
  - Bolesław Kielski, polski prezenter telewizyjny, spiker radiowy (zm. 1993)
  - Stanisław Pietrasiewicz, polski podporucznik, członek NOW i NZW (zm. 1998)
- 1916 – Władimir Goraczek, rosyjski działacz emigracyjny pochodzenia czeskiego (zm. 1981)
- 1918 – Grigorij Klimow, rosyjski podporucznik, emigracyjny pisarz, publicysta i działacz antykomunistyczny (zm. 2007)
- 1919:
  - Barbara Britton, amerykańska aktorka (zm. 1980)
  - Matilde Camus, hiszpańska poetka (zm. 2012)
  - Ezio Loik, włoski piłkarz (zm. 1949)
- 1920 – Hubert Zafke, niemiecki SS-Unterscharführer, zbrodniarz nazistowski (zm. 2018)
- 1921:
  - Jan Pierzchała, polski prozaik, poeta, autor adaptacji scenicznych, dramaturg, tłumacz (zm. 2003)
  - Marianna Sankiewicz-Budzyńska, polska elektrotechnik, wykładowczyni akademicka (zm. 2018)
  - Wang Guangmei, chińska pierwsza dama (zm. 2006)
- 1922 – Maksymilian Małkowiak, polski hokeista na trawie (zm. 2009)
- 1923:
  - Aleksandr Ałow, rosyjski reżyser filmowy (zm. 1983)
  - Stanisław Zaczyk, polski aktor (zm. 1985)
- 1924 – Honorata Chróścielewska, polska pisarka, autorka utworów dla dzieci (zm. 2007)
- 1925:
  - Marty Robbins, amerykański aktor, muzyk, kompozytor, kierowca wyścigowy (zm. 1982)
  - Bobby Shantz, amerykański baseballista
- 1926:
  - Tulsi Giri, nepalski lekarz, polityk, premier Nepalu (zm. 2018)
  - Aleksandra Kornhauser Frazer, słoweńska chemiczka (zm. 2020)
  - Julie London, amerykańska piosenkarka, aktorka (zm. 2000)
  - Daniel Singer, francuski dziennikarz pochodzenia żydowskiego (zm. 2000)
- 1927:
  - Enzo Bearzot, włoski piłkarz, trener (zm. 2010)
  - Romano Mussolini, włoski pianista jazzowy, malarz (zm. 2006)
  - Patrick O’Neal, amerykański aktor (zm. 1994)
  - Magnus Sjöberg, szwedzki prawnik, prokurator generalny (zm. 2024)
- 1928:
  - Břetislav Dolejší, czeski piłkarz, bramkarz (zm. 2010)
  - Marian Jeżak, polski hokeista, trener (zm. 2013)
- 1929:
  - Meredith Gourdine, amerykański lekkoatleta, skoczek w dal (zm. 1998)
  - Zdzisław Machoń, polski chemik, farmaceuta (zm. 2023)
  - Ferdinand Milučký, słowacki architekt (zm. 2019)
- 1930:
  - Philip Bosco, amerykański aktor (zm. 2018)
  - Joe Brown, brytyjski wspinacz (zm. 2020)
  - Michele Giordano, włoski duchowny katolicki, arcybiskup Neapolu, kardynał (zm. 2010)
  - Karolina Kaczorowska, polska nauczycielka, działaczka emigracyjna, pierwsza dama (zm. 2021)
  - Fritz Wunderlich, niemiecki śpiewak operowy (tenor) (zm. 1966)
- 1931 – Joseph Hart, amerykański duchowny katolicki, biskup Cheyenne (zm. 2023)
- 1932:
  - Karl Heinz Bohrer, niemiecki literaturoznawca, krytyk literacki, myśliciel, publicysta (zm. 2021)
  - Donna Douglas, amerykańska aktorka (zm. 2015)
  - Richard Herd, amerykański aktor (zm. 2020)
  - Giacomo Manzoni, włoski kompozytor
  - Manmohan Singh, indyjski ekonomista, polityk, premier Indii (zm. 2024)
  - Clifton Williams, amerykański astronauta (zm. 1967)
  - Władimir Wojnowicz, rosyjski prozaik, poeta, malarz (zm. 2018)
- 1933 – Aleksander Gutsze, polski fizyk, wykładowca akademicki (zm. 2004)
- 1934:
  - Oleg Basiłaszwili, rosyjski aktor pochodzenia gruzińskiego
  - Dick Heckstall-Smith, brytyjski muzyk, członek zespołów Graham Bond Organisation i Colosseum (zm. 2004)
- 1935:
  - Henning Enoksen, duński piłkarz (zm. 2016)
  - Henk Nijdam, holenderski kolarz szosowy i torowy (zm. 2009)
- 1936:
  - Joseph Doré, francuski duchowny katolicki, arcybiskup Strasburga
  - Zbigniew Kowalski, polski historyk, wykładowca akademicki (zm. 1987)
  - Winnie Mandela, południowoafrykańska bojowniczka o prawa człowieka, polityk, pierwsza dama (zm. 2018)
- 1937:
  - Halina Krukowska, polska historyk literatury (zm. 2019)
  - Walentin Pawłow, radziecki polityk, premier ZSRR (zm. 2003)
  - Anna Wróblówna, polska aktorka
- 1938:
  - Jonathan Goldsmith, amerykański aktor pochodzenia żydowskiego
  - Andrej Łukanow, bułgarski ekonomista, polityk, premier Bułgarii (zm. 1996)
  - Juan Manuel Villa, hiszpański piłkarz (zm. 2025)
- 1939:
  - Michael Blodgett, amerykański aktor, pisarz, scenarzysta filmowy (zm. 2007)
  - Mia Gommers, holenderska lekkoatletka, biegaczka średniodystansowa
  - Adelardo Rodríguez, hiszpański piłkarz
  - Wojciech Rudnicki, polski prawnik, polityk, minister zdrowia
  - Kazimierz Zarzycki, polski dziennikarz, przedsiębiorca, polityk, poseł na Sejm RP (zm. 2020)
- 1940:
  - Michaił Czlenow, rosyjski etnograf, orientalista (zm. 2024)
  - Mireille Hadas-Lebel, francuska historyk pochodzenia żydowskiego
  - Henryk Jagodziński, polski polityk, poseł na Sejm PRL
  - Władimir Sawon, ukraiński szachista, trener (zm. 2005)
  - Krzysztof Wróblewski, polski aktor
- 1941:
  - Salvatore Accardo, włoski skrzypek, dyrygent
  - Vadim Glowna, niemiecki aktor, reżyser filmowy (zm. 2012)
  - Feri Horvat, słoweński ekonomista, polityk, eurodeputowany (zm. 2020)
  - Gerulfus Kherubim Pareira, indonezyjski duchowny katolicki, biskup Weetebula i Maumere (zm. 2024)
- 1942
  - Zbigniew Badeński, polski kontradmirał (zm. 2020)
  - Krzysztof Langda, polski operator filmów dokumentalnych
  - Ingrid Mickler-Becker, niemiecka wszechstronna lekkoatletka
- 1943:
  - Copeu, brazylijski piłkarz
  - Bogusław Pietrzak, polski ekonomista, wykładowca akademicki
  - Tim Schenken, australijski kierowca wyścigowy
  - Rosa Sels, belgijska kolarka szosowa
- 1944:
  - Jolanta Borusiewicz, polska piosenkarka
  - Charles Chaput, amerykański duchowny katolicki, arcybiskup Filadelfii
  - Robert Harri, kanadyjski duchowny katolicki, biskup Saint John
  - Andrzej Makowiecki, polski aktor (zm. 2016)
  - Jean-Pierre Ricard, francuski duchowny katolicki, arcybiskup Bordeaux, kardynał
  - Peter Turrini, austriacki poeta, dramaturg
- 1945:
  - Bobby Clark, szkocki piłkarz, bramkarz, trener
  - Tino Conti, włoski kolarz szosowy
  - Gal Costa, brazylijska piosenkarka (zm. 2022)
  - Bryan Ferry, brytyjski wokalista, muzyk, kompozytor, członek zespołu Roxy Music
  - Jur Zieliński, polski piłkarz, trener (zm. 2018)
- 1946:
  - Konstantyn (Đokić), serbski biskup prawosławny
  - Andrea Dworkin, amerykańska socjolog, publicystka, feministka (zm. 2005)
  - Farida, włoska piosenkarka (zm. 2024)
  - Mary Beth Hurt, amerykańska aktorka
  - Maria Szabłowska, polska dziennikarka muzyczna
  - Janusz Szprot, polski pianista jazzowy, kompozytor, wykładowca akademicki (zm. 2019)
  - Barbara Toruńczyk, polska publicystka, eseistka, historyk literatury
  - Ian Wallace, brytyjski perkusista, członek zespołu King Crimson (zm. 2007)
  - Christine Todd Whitman, amerykańska polityk
- 1947:
  - Lucius Allen, amerykański koszykarz
  - Lynn Anderson, amerykańska piosenkarka country (zm. 2015)
  - Graham Faulkner, brytyjski aktor
  - John Foxx, brytyjski klawiszowiec, wokalista, założyciel i lider zespołu Ultravox
  - Dick Roth, amerykański pływak
  - Tadayoshi Yokota, japoński siatkarz (zm. 2023)
- 1948:
  - Olivia Newton-John, australijska aktorka, piosenkarka (zm. 2022)
  - Bratislav Petković, serbski reżyser teatralny i filmowy, dramatopisarz, działacz kulturalny, polityk, minister kultury i informacji (zm. 2021)
  - Vladimír Remek, czeski pilot wojskowy, kosmonauta, polityk, eurodeputowany
  - Jerzy Szambelan, polski koszykarz, trener
- 1949:
  - Nadir al-Arbawi, algierski piłkarz ręczny, polityk, premier Algierii
  - Clodoaldo, brazylijski piłkarz
  - Peter Germer, niemiecki zapaśnik
  - Eloy Inos, polityk z Marianów Północnych, gubernator (zm. 2015)
  - Jurij Jelisiejew, ukraiński piłkarz
  - John Roche, amerykański koszykarz
  - Łyczezar Seliaszki, bułgarski poeta, tłumacz
  - Krzysztof Spychaj, polski działacz partyjny, prezydent Gorzowa Wielkopolskiego
  - Minette Walters, brytyjska pisarka
- 1950:
  - Michał Joachimowski, polski lekkoatleta, trójskoczek, prawnik, polityk (zm. 2014)
  - Jadwiga Kiełczyńska, polska rolnik, polityk, poseł na Sejm PRL
  - Janusz Kuliś, polski wspinacz, żeglarz, strzelec sportowy
  - Andrzej Makowski, polski komandor, wykładowca akademicki
  - Adam Piechowski, polski pisarz, tatrolog, historyk spółdzielczości
  - Bärbel Struppert, niemiecka lekkoatletka, sprinterka
  - Mohamed Tarabulsi, libański sztangista (zm. 2002)
  - Miguel Vargas Maldonado, dominikański przedsiębiorca, polityk
  - Renata Zawirska-Wojtasiak, polska biochemik, wykładowczyni akademicka
- 1951:
  - Maria Dłużewska, polska dziennikarka, reżyserka i scenarzystka filmowa, działaczka opozycji antykomunistycznej (zm. 2024)
  - Michał Marusik, polski działacz opozycji antykomunistycznej, polityk, eurodeputowany (zm. 2020)
  - Aleksandra Ślusarek, polska działaczka społeczna
  - Stuart Tosh, szkocki muzyk, członek zespołu Camel
  - Włodzimierz Zieliński, polski generał brygady, wykładowca akademicki (zm. 2025)
- 1952:
  - Katarzyna Ejmont, polska aktorka
  - Taito Phillip Field, nowozelandzki polityk pochodzenia samoańskiego
  - Rafał Grupiński, polski historyk, wykładowca akademicki, animator kultury, krytyk literacki, publicysta, wydawca, przedsiębiorca, polityk, poseł na Sejm RP
  - Joan Lind, amerykańska wioślarka (zm. 2015)
  - Bogdan Słomiński, polski aktor
  - Eduardo Tornaghi, brazylijski aktor
  - George Wood, szkocki piłkarz, bramkarz
  - Yun Yeong-nae, południowokoreańska siatkarka
- 1953:
  - Adam Daraż, polski polityk, senator RP (zm. 2008)
  - Krzysztof Michałkiewicz, polski socjolog, polityk, minister pracy i polityki społecznej
  - Bill Skate, papuaski polityk, premier Papui-Nowej Gwinei (zm. 2006)
  - Vincentius Sutikno Wisaksono, indonezyjski duchowny katolicki, biskup diecezji Surabaya (zm. 2023)
- 1954:
  - Alice, włoska piosenkarka
  - Michał Janiszewski, polski pedagog, polityk, poseł na Sejm RP (zm. 2025)
  - Łukasz Słuszkiewicz, polski reżyser i scenarzysta filmów animowanych
- 1955:
  - Carlene Carter, amerykańska piosenkarka
  - Wit Dąbal, polski operator filmowy
  - Andrzej Mioduszewski, polski polityk, samorządowiec, senator RP
  - Richy Müller, niemiecki aktor
  - Andrzej Pająk, polski samorządowiec, polityk, poseł na Sejm RP
  - Wojciech Saletra, polski nauczyciel, polityk, poseł na Sejm RP
- 1956:
  - Linda Hamilton, amerykańska aktorka
  - Jan Olesiński, polski pięcioboista nowoczesny
  - Axel Pape, niemiecki aktor
- 1957:
  - Klaus Augenthaler, niemiecki piłkarz, trener
  - Thijs Berman, holenderski dziennikarz, polityk
  - Luigi De Canio, włoski piłkarz, trener
  - Maurício Grotto de Camargo, brazylijski duchowny katolicki, arcybiskup Botucatu
  - Beatrix Philipp, niemiecka lekkoatletka, wieloboistka
- 1958:
  - Darby Crash, amerykański wokalista, członek zespołu The Germs (zm. 1980)
  - Robert Kagan, amerykański publicysta, analityk polityczny
  - Mariusz Piasecki, polski szermierz, trener
  - Kenny Sansom, angielski piłkarz
- 1959:
  - Oscar Omar Aparicio Céspedes, boliwijski duchowny katolicki, arcybiskup Cochabamby
  - Gundars Bērziņš, łotewski rolnik, inżynier, polityk, minister finansów, minister zdrowia (zm. 2023)
  - Ilja Kormilcew, rosyjski poeta, publicysta, tłumacz (zm. 2007)
- 1960:
  - Uwe Bein, niemiecki piłkarz
  - Vincent Connare, amerykański grafik
  - Jacek Flis, polski szachista
  - Adriana Krnáčová, czeska menedżer, polityk pochodzenia słowackiego
  - Eric M. Runesson, szwedzki prawnik
  - Rif Saitgariejew, rosyjski żużlowiec (zm. 1996)
  - Etel Szyc, polska aktorka pochodzenia żydowskiego
- 1961:
  - Cindy Herron, amerykańska wokalistka, członkini zespołu En Vogue
  - Alexander Wilhelm Armin Kellner, brazylijski paleontolog pochodzący z Liechtensteinu
  - Marianne Mikko, estońska dziennikarka, polityk
  - Will Self, brytyjski pisarz
- 1962:
  - Melissa Sue Anderson, amerykańska aktorka
  - Gregory Crewdson, amerykański fotograf
  - Mark Haddon, brytyjski pisarz, ilustrator, karykaturzysta
  - Steve Moneghetti, australijski lekkoatleta, maratończyk
  - Al Pitrelli, amerykański muzyk, kompozytor, członek zespołów: Savatage, Megadeth i Trans-Siberian Orchestra
  - Tracey Thorn, brytyjska wokalistka, autorka piosenek, członkini duetu Everything but the Girl
- 1963:
  - Lysette Anthony, brytyjska aktorka
  - Terry Jenkins, angielski darter
  - Kerstin Moring, niemiecka biathlonistka, biegaczka narciarska
  - Douglas Wakiihuri, kenijski lekkoatleta, długodystansowiec
- 1964:
  - Óscar Blanco Martínez, chilijski duchowny katolicki, biskup Calamy
  - Hanna Chojnacka, polska aktorka
  - Åsa Magnusson, szwedzka narciarka dowolna
  - Jarosław Siemienowicz, polski wokalista, kompozytor, autor tekstów
  - John Tempesta, amerykański perkusista, członek zespołów: Exodus, Testament, White Zombie, Helmet, The Cult, Temple of the Black Moon, Motor Sister i The Dead Daisies
- 1965:
  - Helena Carreiras, portugalska socjolog, polityk
  - Lene Espersen, duńska polityk
  - Marcelo Ferreira, brazylijski żeglarz sportowy
  - Aleksiej Mordaszow, rosyjski przedsiębiorca
  - Petro Poroszenko, ukraiński przedsiębiorca, polityk, prezydent Ukrainy
- 1966:
  - Troy Alves, amerykański kulturysta
  - Natja Brunckhorst, niemiecka aktorka
  - Keith Millen, angielski piłkarz, trener
  - Barry Moore, amerykański polityk, kongresman
  - Petri Tiainen, fiński piłkarz
- 1967:
  - Hans Agbo, kameruński piłkarz
  - Bruno Akrapović, bośniacki piłkarz, trener
  - Shannon Hoon, amerykański wokalista, członek zespołu Blind Melon (zm. 1995)
  - Krystyna Zgierska, polska lekkoatletka, oszczepniczka
- 1968:
  - James Caviezel, amerykański aktor
  - Orlando Fundichely, kubański aktor
  - Miloš Glonek, słowacki piłkarz
  - James Michael, amerykański kompozytor, producent muzyczny, wokalista, członek zespołu Sixx:A.M.
  - Darci Miguel Monteiro, brazylijski piłkarz, skaut piłkarski (zm. 2018)
  - Ben Shenkman, amerykański aktor
  - Todd Wiltshire, australijski żużlowiec
- 1969:
  - Ericleia Bodziak, brazylijska siatkarka pochodzenia polskiego
  - Marit van Eupen, holenderska wioślarka
  - Magdalena Iljans, szwedzka narciarka dowolna
  - Joe Jacobi, amerykański kajakarz górski
  - Ronald Mehlich, polski lekkoatleta, płotkarz (zm. 2023)
  - Hieronim (Močević), serbski biskup prawosławny (zm. 2016)
  - David Slade, brytyjski reżyser filmowy
  - Holger Stanislawski, niemiecki piłkarz, trener
- 1970:
  - Daryl Beattie, australijski motocyklista wyścigowy
  - Igor Boraska, chorwacki wioślarz
  - Marco Etcheverry, boliwijski piłkarz, trener
  - Frank Guinta, amerykański polityk
  - Nikolajs Kabanovs, łotewski dziennikarz, polityk pochodzenia rosyjskiego
  - Pierre Lueders, kanadyjski bobsleista
  - Małgorzata Maślanka, polska aktorka
  - Sheri Moon, amerykańska aktorka
  - Rich Piana, amerykański kulturysta (zm. 2017)
  - Trevor Ruffin, amerykański koszykarz
  - Klaudiusz Ševković, polski kucharz, działacz sportowy, samorządowiec, prezenter telewizyjny
  - Leonīds Tambijevs, łotewski hokeista, trener
- 1971:
  - Alexandra Dobolyi, węgierska polityk, eurodeputowana
  - Marcelino Elena, hiszpański piłkarz
  - Anke Feller, niemiecka lekkoatletka, sprinterka
  - Fajsal Karami, libański polityk
  - Miguel Ramos, portugalski kierowca wyścigowy
  - Viktors Stulpins, łotewski duchowny katolicki, biskup Lipawy
- 1972:
  - Kai Aareleid, estońska poetka, pisarka, tłumaczka
  - Robert Amirian, polski piosenkarz, kompozytor, autor tekstów, producent muzyczny pochodzenia ormiańskiego
  - Mohamed Benouza, algierski sędzia piłkarski
  - Cyril Bos, francuski kolarz torowy
  - Roger Helland, norweski piłkarz
  - Beto O’Rourke, amerykański polityk
  - Alfonso Pérez, hiszpański piłkarz
  - Halina Pitoń, polska biathlonistka
  - Sybilla Rostek, polska aktorka
  - Marcin Wicha, polski grafik, eseista, autor książek dla dzieci (zm. 2025)
- 1973:
  - Maria Bonnevie, szwedzko-norweska aktorka
  - Dr. Luke, amerykański muzyk, autor tekstów piosenek, producent muzyczny
  - Garret Kusch, kanadyjski piłkarz
  - Andrzej Rżany, polski bokser
  - Chris Small, szkocki snookerzysta
  - Olga Wasdeki, grecka lekkoatletka, trójskoczkini
- 1974:
  - Sophie Hæstorp Andersen, duńska działaczka samorządowa, polityk, burmistrz Kopenhagi, minister spraw społecznych i mieszkalnictwa
  - Władimir Diełba, abchaski polityk, p.o. premiera Abchazji
  - Bryan Gasperoni, sanmaryński piłkarz
  - Gary Hall Jr., amerykański pływak
  - Ołeh Hrycaj, ukraiński piłkarz
  - Maxwell Itoya, nigeryjski handlarz uliczny (zm. 2010)
  - Hans á Lag, farerski piłkarz
  - Tomasz S. Mielcarek, polski poeta
  - Martin Müürsepp, estoński koszykarz
  - Andreas Scheuer, niemiecki polityk, minister transportu
  - Stacy Westfall, amerykańska jeźdźczyni, trenerka koni
  - Ewa Wieleżyńska, polska tłumaczka
- 1975:
  - Marius Corbett, południowoafrykański lekkoatleta, oszczepnik
  - Agnieszka Golemska, polska koszykarka
  - Mirjam Melchers, holenderska kolarka szosowa i przełajowa
  - Paweł Midloch, polski kajakarz, kanadyjkarz
  - Piotr Midloch, polski kajakarz, kanadyjkarz
- 1976:
  - Michael Ballack, niemiecki piłkarz
  - Giorgi Demetradze, gruziński piłkarz
  - Anna Głowacka, polska lekkoatletka, sprinterka
  - Ras Kass, amerykański raper pochodzenia kreolskiego
  - Danijar Mukanow, kazachski piłkarz
- 1977:
  - Janne Holmén, fiński lekkoatleta, maratończyk
  - Wolfgang Menardi, austriacki aktor
  - Karin Mortensen, duńska piłkarka ręczna, bramkarka
- 1978:
  - Pascal Borel, niemiecki piłkarz, bramkarz
  - Sara Olsvig, grenlandzka polityk
  - Mārtiņš Rubenis, łotewski saneczkarz
  - Robert Ziębiński, polski dziennikarz, pisarz
- 1979:
  - Bruno Besson, francuski kierowca wyścigowy
  - David Bissett, kanadyjski bobsleista
  - Mark Famiglietti, amerykański aktor pochodzenia włoskiego
  - Chris Kunitz, kanadyjski hokeista
  - Vladimir Marín, kolumbijski piłkarz
  - Taavi Rõivas, estoński samorządowiec, polityk, premier Estonii
  - Vedran Zrnić, chorwacki piłkarz ręczny
- 1980:
  - Patrick Friesacher, austriacki kierowca wyścigowy
  - Krzysztof Gajtkowski, polski piłkarz
  - Robert Kolendowicz, polski piłkarz
  - Brooks Orpik, amerykański hokeista
  - Daniel Sedin, szwedzki hokeista
  - Henrik Sedin, szwedzki hokeista
  - Dorota Szelągowska, polska dziennikarka, scenarzystka, pisarka, projektantka wnętrz
- 1981:
  - Marina Maljković, serbska trenerka koszykarska
  - Collien Fernandes, niemiecka prezenterka telewizyjna, aktorka
  - Marica Hase, japońska aktorka filmów porno
  - Christina Milian, amerykańska piosenkarka
  - Jaime Penedo, panamski piłkarz, bramkarz
  - Klaas Veering, holenderski hokeista na trawie, bramkarz
  - Serena Williams, amerykańska tenisistka
  - Paweł Wolak, polsko-amerykański bokser
  - Yao Beina, chińska piosenkarka (zm. 2015)
- 1982:
  - Michał Bartler, polski pilot samolotowy
  - Linn Githmark, norweska curlerka
  - Eldar Hasanow, ukraiński szachista
  - Axel Hirsoux, belgijski piosenkarz
  - Daniela Reimer, niemiecka wioślarka
- 1983:
  - Dawid Ajrapetian, rosyjski bokser pochodzenia ormiańskiego
  - Ricardo Quaresma, portugalski piłkarz
- 1984:
  - Frank Dancevic, kanadyjski tenisista
  - Gjergji Muzaka, albański piłkarz
  - Michele Polverino, liechtensteiński piłkarz pochodzenia włoskiego
  - Danijela Rundqvist, szwedzka hokeistka
  - Thore Schölermann, niemiecki aktor
  - Martin Johnsrud Sundby, norweski biegacz narciarski
  - Dare Vršič, słoweński piłkarz
- 1985:
  - Fabio Cerutti, włoski lekkoatleta, sprinter
  - Ibrahima Diallo, gwinejski piłkarz
  - Senijad Ibričić, bośniacki piłkarz
  - Swietłana Iwanowa, rosyjska aktorka
  - Anna Kaczmar, polska siatkarka
  - Lenna Kuurmaa, estońska wokalistka, członkini zespołu Vanilla Ninja
  - Marcin Mroziński, polski aktor, piosenkarz
  - Matt Pokora, francuski piosenkarz, tancerz, kompozytor pochodzenia polskiego
  - Aleksandra Tsiawu, grecka wioślarka
- 1986:
  - Abdelhafid Benchabla, algierski bokser
  - Gary Chalandon, francuski kierowca wyścigowy
  - Roxana Cogianu, rumuńska wioślarka
  - Martin Keller, niemiecki lekkoatleta, sprinter
  - Ashley Leggat, kanadyjska aktorka
  - Nikolaj Øris Nielsen, duński piłkarz ręczny
- 1987:
  - Luca Ivanković, chorwacka koszykarka
  - Zlatko Junuzović, austriacki piłkarz pochodzenia serbskiego
  - Clément Lefert, francuski pływak
  - Henrik Rummel, amerykański wioślarz
- 1988:
  - James Blake, brytyjski twórca i wykonawca muzyki elektronicznej
  - Florence Bosire, kenijska siatkarka
  - Laura Fernández, hiszpańska łyżwiarka figurowa
  - Robert Hurley, austriacki pływak
  - Kiira Korpi, fińska łyżwiarka figurowa
  - Guillermo Molins, szwedzki piłkarz pochodzenia urugwajskiego
  - Servet Tazegül, turecki taekwondzista
  - Wei Qiuyue, chińska siatkarka
- 1989:
  - Nicolas Bézy, francuski rugbysta
  - Ciaran Clark, irlandzki piłkarz pochodzenia angielskiego
  - Arciom Dziamkou, białoruski hokeista
  - James Feigen, amerykański pływak
  - Kieran Gibbs, angielski piłkarz
  - Idrissa Gueye, senegalski piłkarz
  - Radik Isajew, azerski zawodnik taekwondo pochodzenia rosyjskiego
  - Julija Ostapczuk, ukraińska zapaśniczka
  - Filip Pławiak, polski aktor
  - Vixen, polski raper, wokalista, producent muzyczny
- 1990:
  - Roman Bezus, ukraiński piłkarz
  - Jesús Imaz, hiszpański piłkarz
  - Claudio Imhof, szwajcarski kolarz torowy i szosowy
  - Michael Matthews, australijski kolarz torowy i szosowy
  - Patrick Mendy, gambijski bokser
  - Dawaasüchijn Otgonceceg, mongolska zapaśniczka
- 1991:
  - Berk Atan, turecki aktor, model
  - Paul Berg, niemiecki snowboardzista
  - Dai Qingyao, chiński siatkarz
  - Paul Dummett, walijski piłkarz
  - Carl Engström, szwedzki koszykarz
  - Andraž Pograjc, słoweński skoczek narciarski
  - Martin Przygodzki, polski hokeista
  - Krisztina Raksányi, węgierska koszykarka
- 1992:
  - Filip Bednarek, polski piłkarz, bramkarz
  - Cristiano Piccini, włoski piłkarz
  - Russ, amerykański raper, producent muzyczny
- 1993:
  - Cai Xuetong, chińska snowboardzistka
  - Dor Elo, izraelski piłkarz
  - Jakub Karolak, polski koszykarz
  - Michael Kidd-Gilchrist, amerykański koszykarz
  - Renee Teppan, estoński siatkarz
- 1994:
  - Jack Conger, amerykański pływak
  - Höskuldur Gunnlaugsson, islandzki piłkarz
  - Marcell Jacobs, włoski lekkoatleta, sprinter pochodzenia amerykańskiego
  - Leyton Hammonds, amerykański koszykarz
  - Lorenz Koller, austriacki saneczkarz
- 1995:
  - Alexandra Botez, kanadyjsko-amerykańska szachistka, streamerka
  - Irina Dołgowa, rosyjska judoczka
  - Miloš Veljković, serbski piłkarz
- 1996:
  - Antonijs Černomordijs, łotewski piłkarz
  - Jan Firlej, polski siatkarz
  - Huang Bokai, chiński lekkoatleta, tyczkarz
  - Jaelin Kauf, amerykańska narciarka dowolna
  - Shake Milton, amerykański koszykarz
  - Jessika Ponchet, francuska tenisistka
  - Oleg Stojanowski, rosyjski siatkarz plażowy
  - Xu Hongzhi, chiński łyżwiarz szybki, specjalista short tracku
  - Marina Zujewa, kazachska zapaśniczka
- 1997:
  - Dariusz Boratyński, polski lekkoatleta, długodystansowiec
  - Cotne Maczawariani, gruziński strzelec sportowy
- 1998:
  - Issah Abass, ghański piłkarz
  - Romeo Harizaj, albański piłkarz, bramkarz
- 1999:
  - Dione Housheer, holenderska piłkarka ręczna
  - Kinga Królik, polska lekkoatletka, biegaczka średnio- i długodystansowa
- 2000:
  - Hugo Gaston, francuski tenisista
  - Donavan Grondin, francuski kolarz szosowy i torowy
  - Mattias Skjelmose Jensen, duński kolarz szosowy
- 2001:
  - Ahmad Fu’ad Fu’ad Husajn Baghduda, egipski zapaśnik
  - João Pedro, brazylijski piłkarz
  - Wang Xinyu, chińska tenisistka
- 2002:
  - Kiran Krishnakumar, amerykański aktor
  - Jayden Nelson, kanadyjski piłkarz pochodzenia jamajskiego
- 2003 – Isaac Price, północnoirlandzki piłkarz

## Zmarli
- 188 p.n.e. – Han Huidi, cesarz Chin (ur. 210 p.n.e.)
- 46 p.n.e. – Wercyngetoryks, wódz Arwernów (ur. 72 p.n.e.)
- 611 – Colman z Lann Elo, irlandzki święty (ur. 555)
- 1023 – Godfryd II Bezdzietny, książę Dolnej Lotaryngii (ur. ok. 965)
- 1241 – Teika Fujiwara, japoński arystokrata, poeta, pisarz, kaligraf, uczony (ur. 1162)
- 1328 – Ibn Tajmijja, muzułmański teolog, prawnik, uczony (ur. 1263)
- 1345 – Wilhelm II z Hainaut, hrabia Holandii i Zelandii (ur. 1307)
- 1371 – Vukašin Mrnjavčević, władca Serbii (ur. ok. 1320)
- 1425 – Zofia Bawarska, królowa Niemiec i Czech (ur. 1376)
- 1468 – Juan Torquemada, hiszpański dominikanin, kardynał (ur. 1388)
- 1501 – Džore Držić, chorwacki poeta, dramaturg (ur. 1461)
- 1508 – Giovanni Colonna, włoski kardynał (ur. 1457)
- 1536 – Didier de Saint-Jaille, wielki mistrz zakonu joannitów (ur. ?)
- 1541 – Margarete Amerbach, szwajcarska epistolografka (ur. 1490)
- 1543 – Francesco Cornaro, włoski kardynał (ur. 1478)
- 1600 – (data pogrzebu) Claude Le Jeune, francuski kompozytor (ur. 1528–30)
- 1620 – Tàichāng, cesarz Chin (ur. 1582)
- 1634 – Dorota Anhalt-Zerbst, księżna Brunszwika-Lüneburga (ur. 1607)
- 1649 – Szymon, rosyjski biskup prawosławny (ur. ?)
- 1657 – Olimpia Maidalchini, Włoszka, bratowa i doradczyni papieża Innocentego X (ur. 1591)
- 1670 – Abraham Teniers, flamandzki malarz (ur. 1629)
- 1674 – Ottavio Acquaviva d’Aragona, włoski kardynał (ur. 1609)
- 1699 – Simon Arnauld de Pomponne, francuski arystokrata, polityk (ur. 1618)
- 1710 – Vincenzo Grimani, włoski kardynał, dyplomata (ur. 1653)
- 1716 – Antoine Parent, francuski matematyk (ur. 1666)
- 1751 – Jan Boży Krasicki, polski ziemianin, polityk (ur. 1704)
- 1764 – Benito Jerónimo Feijóo e Montenegro, hiszpański mnich, filozof, myśliciel polityczny (ur. 1676)
- 1782 – Michel-Ange Castellane, francuski dyplomata (ur. 1703)
- 1792 – Johann Friedrich Knöbel, niemiecki architekt (ur. 1724)
- 1793 – Pierre Bulliard, francuski lekarz, botanik, mykolog (ur. 1752)
- 1800 – William Billings, amerykański kompozytor (ur. 1746)
- 1802 – Jurij Vega, słoweński baron, matematyk, fizyk, oficer artylerii (ur. 1754)
- 1808 – Pavel Vranický, austriacki kompozytor, dyrygent, skrzypek pochodzenia czeskiego (ur. 1756)
- 1811 – Christian Frederick Matthaei, niemiecki paleograf, filolog klasyczny, wykładowca akademicki (ur. 1744)
- 1812 – Franciszek Młocki, polski szlachcic, wojskowy, polityk (ur. ok. 1730)
- 1820 – Daniel Boone, amerykański podróżnik, osadnik, traper (ur. 1734)
- 1826 – Alexander Gordon Laing, brytyjski podróżnik, badacz zachodniej Afryki (ur. 1793)
- 1828 – John Gardiner Calkins Brainard, amerykański poeta (ur. 1796)
- 1836 – Joseph von Hohenzollern, niemiecki duchowny katolicki, biskup warmiński (ur. 1776)
- 1839 – Koreańscy męczennicy i święci katoliccy:
  - Agata Chŏn Kyŏng-hyŏb (ur. 1790)
  - Karol Cho Shin-ch’ŏl (ur. 1795)
  - Magdalena Hŏ Kye-im (ur. 1773)
  - Perpetua Hong Kŭm-ju (ur. 1804)
  - Julia Kim (ur. 1784)
  - Ignacy Kim Che-jun (ur. 1796)
  - Kolumba Kim Hyo-im (ur. 1814)
  - Sebastian Nam I-gwan (ur. 1780)
  - Magdalena Pak Pong-son (ur. 1796)
- 1842 – Richard Wellesley, brytyjski arystokrata, polityk, dyplomata pochodzenia irlandzkiego (ur. 1760)
- 1854 – Thomas Denman, brytyjski arystokrata, prawnik, polityk (ur. 1779)
- 1860 – Miłosz I Obrenowić, książę Serbii (ur. 1780)
- 1863 – Władysław Orłowski, polski major, uczestnik powstania styczniowego (ur. ?)
- 1866 – Carl Jonas Love Almqvist, szwedzki pastor, nauczyciel, pisarz, kompozytor (ur. 1793)
- 1867 – James Ferguson, amerykański astronom, inżynier pochodzenia szkockiego (ur. 1797)
- 1868 – August Ferdinand Möbius, niemiecki matematyk, astronom (ur. 1790)
- 1869 – Manuel Bento Rodrigues da Silva, portugalski duchowny katolicki, biskup Coimbry, patriarcha Lizbony, kardynał (ur. 1800)
- 1877 – Hermann Grassmann, niemiecki polihistor (ur. 1809)
- 1884 – Antonina Działowska, polska pisiadaczka ziemska, mecenas nauki (ur. 1841)
- 1885 – Teresa Couderc, francuska zakonnica, święta (ur. 1805)
- 1895 – Lahiri Mahaśaja, indyjski guru i krijajogin (ur. 1828)
- 1899:
  - Jekatierina Kastalska, rosyjska okulistka (ur. 1864)
  - Kaspar Stanggassinger, niemiecki redemptorysta, błogosławiony (ur. 1871)
- 1902:
  - Gustaw Frieman, polski skrzypek, kompozytor, pedagog pochodzenia szwedzkiego (ur. 1842)
  - Levi Strauss, amerykański producent odzieży pochodzenia żydowskiego (ur. 1829)
- 1904 – Lafcadio Hearn, irlandzki pisarz (ur. 1850)
- 1907 – Antonio Lecuona, baskijski malarz (ur. 1831)
- 1909 – Anton Dohrn, niemiecki przyrodnik, entomolog (ur. 1840)
- 1912:
  - Tomasz Ludwik Potocki, polski hrabia (ur. 1860)
  - Leonard W. Williams, amerykański anatom porównawczy, embriolog (ur. 1875)
- 1914:
  - Hermann Löns, niemiecki dziennikarz, prozaik, poeta (ur. 1866)
  - August Macke, niemiecki malarz (ur. 1887)
- 1916 – Max Ritter von Mulzer, niemiecki pilot wojskowy, as myśliwski (ur. 1893)
- 1917:
  - Hans von Blixen-Finecke, szwedzki jeździec soportowy (ur. 1886)
  - Edward Gallaudet, amerykański pedagog (ur. 1837)
- 1918:
  - Matwiej Caplin, rosyjski działacz bolszewicki (ur. 1886)
  - Iwan Prisiagin, rosyjski rewolucjonista, bolszewik (ur. 1885)
- 1919 – Francis Bertie, brytyjski arystokrata, dyplomata (ur. 1844)
- 1920 – Stanisław Tomaszewski, polski podporucznik piechoty (ur. 1897)
- 1921:
  - Edward Leszczyński, polski poeta, krytyk literacki (ur. 1880)
  - Jan Staruszkiewicz, polski sędzia, adwokat, działacz społeczny i polityczny (ur. 1843)
- 1922:
  - Charles Spencer, brytyjski arystokrata, polityk (ur. 1857)
  - Charles Wade, australijski polityk, prawnik, rugbysta (ur. 1863)
  - Thomas E. Watson, amerykański prawnik, pisarz, polityk (ur. 1856)
- 1923:
  - Aleksander Miller, rosyjski polityk, prezydent Warszawy pochodzenia niemiecko-bałtyckiego (ur. 1862)
  - Alojzy Tezza, włoski duchowny katolicki, błogosławiony (ur. 1841)
- 1924 – Walter Long, brytyjski arystokrata, polityk (ur. 1854)
- 1925:
  - Ola Hansson, szwedzki poeta, prozaik, krytyk literacki (ur. 1860)
  - Emilio Lunghi, włoski lekkoatleta, sprinter i średniodystansowiec (ur. 1887)
- 1926 – Alfred Halban, polski historyk sztuki, wykładowca akademicki, polityk (ur. 1865)
- 1928 – Jerzy Mycielski, polski historyk, historyk sztuki, wykładowca akademicki, kolekcjoner dzieł sztuki, mecenas sztuk pięknych (ur. 1856)
- 1929 – Stephen M. Sparkman, amerykański polityk (ur. 1849)
- 1932:
  - Pierre Degeyter, francuski kompozytor, chórmistrz, komunista pochodzenia belgijskiego (ur. 1848)
  - Richard Kindersley, angielski rugbysta (ur. 1858)
- 1934:
  - Wawrzyniec Gałaj, polski samorządowiec, prezydent Suwałk (ur. 1879 lub 80)
  - Aleksander Moszkowski, niemiecki pisarz, satyryk pochodzenia polsko-żydowskiego (ur. 1851)
  - Antoni Różański, polski aktor (ur. 1860)
- 1935:
  - Piotr Kozłow, rosyjski podróżnik, odkrywca (ur. 1863)
  - Wiktor Janaga Poznański, polski malarz pochodzenia żydowskiego (ur. 1889)
- 1936:
  - Bonawentura Esteve Flores, hiszpański kapucyn, męczennik, błogosławiony (ur. 1897)
  - Herminia Martínez Amigó, hiszpańska działaczka Akcji Katolickiej, męczennica, błogosławiona (ur. 1887)
  - Rafał Pardo Molina, hiszpański dominikanin, męczennik, błogosławiony (ur. 1899)
  - Maria Pilar Jordá Botella, hiszpańska działaczka Akcji Katolickiej, męczennica, błogosławiona (ur. 1905)
  - Krescencja Valls Espí, hiszpańska działaczka Akcji Katolickiej, męczennica, błogosławiona (ur. 1863)
- 1937:
  - Zbigniew Kompielski, polski porucznik (ur. 1903)
  - Iwan Krawal, radziecki ekonomista, polityk (ur. 1897)
  - Bessie Smith, amerykańska wokalistka bluesowa (ur. 1894)
- 1938 – Thomas Shaw, brytyjski polityk (ur. 1872)
- 1939:
  - Paweł Budzik, polski major kawalerii (ur. 1892)
  - Kazimierz Galiński, polski podpułkownik piechoty (ur. 1894)
  - Michalina Łaska, polska aktorka, tancerka (ur. 1868)
  - Franciszek Maklakiewicz, polski kompozytor (ur. 1915)
  - Marian Palewicz, polski śpiewak, aktor (ur. 1881)
  - Przemysław Warmiński, polski tenisista, hokeista (ur. 1908)
  - Konstanty Zbijewski, polski oficer, kawaler Orderu Virtuti Militari (ur. 1898)
- 1940:
  - Walter Benjamin, niemiecki filozof, teolog, teoretyki kultury, tłumacz, krytyk literacki, eseista, wykładowca akademicki pochodzenia żydowskiego (ur. 1892)
  - Michaił Koszkin, radziecki inżynier, konstruktor (ur. 1898)
  - Włodzimierz Samoliński, polski porucznik pilot (ur. 1916)
- 1941 – Jan Turlejski, polski i białoruski polityk komunistyczny (ur. 1909 lub 13)
- 1942 – Bronisław Sołtys, polski rzeźbiarz (ur. 1869)
- 1943:
  - Zygmunt Brynk, polski kontradmirał (ur. 1872)
  - Władysław Lutkiewicz, radziecki sierżant (ur. 1923)
- 1944:
  - Seweryn Barbag, polski kompozytor, muzykolog, pedagog (ur. 1891)
  - Katarzyna Borowińska, polska sanitariuszka i łączniczka AK (ur. 1923)
  - Ewa Matuszewska, polska sanitariuszka, żołnierz AK (ur. 1919)
  - Wacław Ponikowski, polski ekonomista, wykładowca akademicki (ur. 1884)
  - Mieczysław Pudełko, polski prawnik, porucznik (ur. 1912)
  - Zbigniew Roguski, polski podporucznik, żołnierz AK (ur. 1919)
- 1945 – Béla Bartók, węgierski kompozytor, pianista (ur. 1881)
- 1947 – Hugh Lofting, brytyjski autor literatury dziecięcej (ur. 1886)
- 1948:
  - Franciszek Majewski, polski uczestnik podziemia antykomunistycznego (ur. 1919)
  - Dušan Zinaja, jugosłowiański biegacz narciarski, piłkarz, trener piłkarski (ur. 1893)
- 1950:
  - Alfred Smoczyk, polski żużlowiec (ur. 1928)
  - Dmitrij Trietjakow, ukraiński zoolog, anatom (ur. 1878)
- 1951 – Hans Cloos, niemiecki geolog, wykładowca akademicki (ur. 1885)
- 1952:
  - George Ducker, kanadyjski piłkarz (ur. 1871)
  - Zygmunt Izdebski, polski kapitan, uczestnik podziemia antykomunistycznego (ur. 1925)
  - George Santayana, hiszpańsko-amerykański pisarz, filozof (ur. 1863)
- 1953 – Xu Beihong, chiński malarz (ur. 1895)
- 1954 – Ellen Roosevelt, amerykańska tenisistka (ur. 1868)
- 1955 – Joseph David, francuski duchowny katolicki, historyk, orientalista, wykładowca akademicki (ur. 1882)
- 1956 – Lucien Febvre, francuski historyk, wykładowca akademicki (ur. 1878)
- 1957 – Iosif Bartha, rumuński piłkarz (ur. 1902)
- 1958:
  - Zdeňka Baldová, czeska aktorka (ur. 1885)
  - Breckinridge Long, amerykański dyplomata, polityk (ur. 1881)
  - Kazimierz Nitsch, polski językoznawca, slawista, wykładowca akademicki (ur. 1874)
- 1959:
  - Solomon Bandaranaike, cejloński działacz niepodległościowy, polityk, premier Cejlonu (ur. 1899)
  - Leslie Morshead, australijski generał porucznik (ur. 1889)
- 1960 – Arkādijs Pavlovs, łotewski piłkarz, trener (ur. 1903)
- 1961:
  - Bolesław Czarniawski, radziecki i polski generał (ur. 1898)
  - Robert Eichelberger, amerykański generał (ur. 1886)
  - Olga Segler, niemiecka ofiara muru berlińskiego (ur. 1881)
- 1964 – Jan Chrzanowski, polski działacz niepodległościowy i socjalistyczny (ur. 1876)
- 1965 – Roman Hartenberger, polski działacz komunistyczny i związkowy, polityk, poseł do KRN (ur. 1897)
- 1966 – Aleksandr Anufrijew, radziecki lekkoatleta, długodystansowiec (ur. 1926)
- 1967:
  - Heinrich Brandler, niemiecki działacz komunistyczny, następnie krytyk stalinizmu i opozycjonista (ur. 1881)
  - Czesław Znamierowski, polski filozof, etyk, prawnik (ur. 1888)
- 1968:
  - Daniel Johnson (starszy), kanadyjski polityk, premier Quebecu (ur. 1915)
- 1970:
  - Marian Koczwara, polski botanik, wykładowca akademicki (ur. 1893)
  - Jerzy Stolarow, rosyjsko-polski tenisista, przedsiębiorca (ur. 1898§)
- 1971 – Edward Jan Baird, polski zootechnik, docent doktor habilitowany nauk rolniczych (ur. 1894)
- 1972:
  - Charles Correll, amerykański aktor radiowy, komik (ur. 1890)
  - Marek Czerny, polski żużlowiec (ur. 1951)
- 1973 – Anna Magnani, włoska aktorka, scenarzystka filmowa (ur. 1908)
- 1974 – Harry Hartz, amerykański kierowca wyścigowy (ur. 1896)
- 1975:
  - Karol Alexandrowicz, polsko-brytyjski prawnik, wykładowca akademicki (ur. 1902)
  - Gieorgij Gromow, radziecki generał major pilot, as myśliwski (ur. 1917)
  - Åge Lundström, szwedzki generał, jeździec sportowy (ur. 1890)
  - Jacob Paludan, duński pisarz (ur. 1896)
- 1976:
  - Stiepan Mamułow, radziecki funkcjonariusz służb bezpieczeństwa, generał porucznik, polityk (ur. 1902)
  - Leopold Ružička, chorwacki chemik, wykładowca akademicki, laureat Nagrody Nobla (ur. 1887)
  - Pál Turán, węgierski matematyk, wykładowca akademicki (ur. 1910)
- 1977:
  - Franz Böhm, niemiecki prawnik, ekonomista, wykładowca akademicki, polityk (ur. 1895)
  - Ernie Lombardi, amerykański baseballista pochodzenia włoskiego (ur. 1908)
- 1978:
  - Jan Parandowski, polski prozaik, eseista, tłumacz (ur. 1895)
  - Manne Siegbahn, szwedzki fizyk, wykładowca akademicki, laureat Nagrody Nobla (ur. 1886)
- 1979:
  - John Cromwell, amerykański aktor, reżyser i producent filmowy (ur. 1887)
  - Arthur Hunnicutt, amerykański aktor (ur. 1910)
- 1980 – Roman Nowak, polski polityk, członek Rady Państwa (ur. 1900)
- 1981:
  - Roy Cochran, amerykański lekkoatleta, płotkarz i sprinter (ur. 1919)
  - Ludwig Goldbrunner, niemiecki piłkarz, trener (ur. 1908)
- 1982:
  - Giorgi Abaszwili, radziecki wiceadmirał (ur. 1910)
  - Roger Heckel, francudki duchowny katolicki, biskup koadiutor Strasburga (ur. 1922)
  - Wojciech Hornowicz, polski konstruktor, producent aparatury nagłaśniającej, reżyser dźwięku (ur. 1945)
- 1983:
  - Thomas Barlow, amerykański koszykarz (ur. 1896)
  - Tino Rossi, francuski piosenkarz pochodzenia włoskiego (ur. 1907)
  - Aleksander Rymkiewicz, polski poeta (ur. 1913)
  - Eileen Tranmer, brytyjska szachistka, klarnecistka (ur. 1910)
- 1984 – Shelly Manne, amerykański perkusista jazzowy (ur. 1920)
- 1985 – Czesław Knothe, polski architekt wnętrz, artysta plastyk, projektant mebli (ur. 1900)
- 1986 – Desmond Brian Hurst, irlandzki reżyser filmowy (ur. 1900)
- 1987:
  - Zbigniew Kawiecki, polski aktor (ur. 1935)
  - Co Prins, holenderski piłkarz (ur. 1938)
- 1988:
  - Janina Warnecka, polska aktorka (ur. 1907)
  - Branko Zebec, chorwacki piłkarz (ur. 1929)
  - Siergiej Szczerbakow (morderca), radziecki seryjny morderca i gwałciciel (ur. ?)
- 1989 – Hemanta Kumar, indyjski piosenkarz, kompozytor, producent muzyczny (ur. 1920)
- 1990 – Alberto Moravia, włoski pisarz, dziennikarz (ur. 1907)
- 1991:
  - Jerzy Afanasjew, polski poeta, satyryk, reżyser filmowy i teatralny (ur. 1932)
  - Marta Aluchna-Emelianow, polska pisarka (ur. 1906)
  - Helmut Kohl, austriacki sędzia piłkarski (ur. 1943)
- 1993:
  - Nina Bierbierowa, rosyjska pisarka emigracyjna (ur. 1901)
  - Minułła Gizatulin, radziecki żołnierz (ur. 1925)
  - Siemion Iwanow, radziecki generał armii (ur. 1907)
  - John Pennel, amerykański lekkoatleta, tyczkarz (ur. 1940)
- 1994:
  - Öteszkali Atambajew, kazachski i radziecki polityk (ur. 1910)
  - Miguel Lauri, argentyński piłkarz, trener (ur. 1908)
  - Ēvalds Valters, łotewski aktor (ur. 1894)
- 1995:
  - Marian Miśkiewicz, polski ekonomista, dyplomata, polityk, poseł na Sejm PRL (ur. 1921)
  - Olimi III, władca ugandyjskiego królestwa Toro (ur. 1945)
- 1996:
  - Jozef Marko, słowacki piłkarz, trener (ur. 1923)
  - Paweł Sudopłatow, rosyjski generał NKWD (ur. 1907)
  - Lucia Valerio, włoska tenisistka (ur. 1905)
  - Geoffrey Wilkinson, brytyjski chemik, laureat Nagrody Nobla (ur. 1921)
- 1997 – Zdzisław Borowiec, polski postulant franciszkański (ur. 1975)
- 1998:
  - Betty Carter, amerykańska wokalistka jazzowa (ur. 1929)
  - Roman Reinfuss, polski etnograf (ur. 1910)
- 1999:
  - Zdzisław Drewniowski, polski polityk, poseł na Sejm PRL (ur. 1929)
  - Siergiej Miedunow, radziecki polityk (ur. 1915)
  - Wojciech Niederliński, polski działacz harcerski i turystyczny (ur. 1908)
- 2000:
  - Baden Powell de Aquino, brazylijski gitarzysta, kompozytor (ur. 1937)
  - Paul Gouyon, francuski duchowny katolicki, arcybiskup Rennes, kardynał (ur. 1910)
  - Aleksandra Hubert, polska architekt (ur. 1923)
  - Aleksandras Lileikis, litewski zbrodniarz wojenny (ur. 1908)
  - Richard Mulligan, amerykański aktor (ur. 1932)
  - Danuta Skorenko, polska działaczka opozycji antykomunistycznej (ur. 1940)
- 2002 – Zerach Warhaftig, izraelski polityk (ur. 1906)
- 2003:
  - Olle Anderberg, szwedzki zapaśnik (ur. 1919)
  - Shawn Lane, amerykański gitarzysta jazzowy, kompozytor (ur. 1963)
  - Robert Palmer, brytyjski piosenkarz (ur. 1949)
- 2004:
  - Einar Førde, norweski polityk (ur. 1943)
  - Natiq Hashim, iracki piłkarz (ur. 1960)
- 2005:
  - Henrik Flöjt, fiński biathlonista (ur. 1952)
  - Dorota Lampart, polska malarka ludowa, pustelnica (ur. 1906)
  - Jadwiga Szyszko, polska trenerka lekkoatletki, pedagog (ur. 1946)
- 2006:
  - Andrzej Siciński, polski socjolog, polityk, minister kultury i sztuki (ur. 1924)
  - Iva Toguri, amerykańska spikerka radiowa pochodzenia japońskiego (ur. 1916)
- 2007:
  - Stanislav Andreski, polsko-brytyjski socjolog (ur. 1919)
  - Augustyn Chadam, polski duchowny katolicki, bernardyn (ur. 1916)
  - Erich Habitzl, austriacki piłkarz (ur. 1923)
  - Zef Pllumi, albański duchowny katolicki, pisarz (ur. 1924)
- 2008:
  - Géza Kalocsay, węgierski piłkarz, trener (ur. 1913)
  - Jan Mazur, polski duchowny katolicki, biskup siedlecki (ur. 1920)
  - Paul Newman, amerykański aktor, reżyser filmowy (ur. 1925)
- 2009:
  - Zygmunt Chychła, polski bokser (ur. 1926)
  - Antoni Piwowarczyk, polski generał brygady (ur. 1910)
- 2010:
  - Wiesława Czapińska, polska krytyk filmowa, scenarzystka, historyk filmu, dziennikarka (ur. 1932)
  - Gloria Stuart, amerykańska aktorka (ur. 1910)
- 2011:
  - Norbert Zbigniew Mędlewski, polski operator dźwięku (ur. 1939)
  - Vasillaq Vangjeli, albański aktor (ur. 1948)
- 2012:
  - Sylvia Fedoruk, kanadyjska fizyk, lekarka, curlerka (ur. 1927)
  - Edward Jaworski, polski podpułkownik pilot (ur. 1920)
- 2013:
  - Jerzy Bystrzycki, polski fizyk doświadczalny, wykładowca akademicki (ur. 1963)
  - Ferdynand Jarocha, polski rzeźbiarz (ur. 1922)
  - Stanisław Nater, polski artysta fotograf (ur. 1929)
- 2014:
  - Göke Frerichs, niemiecki przedsiębiorca, działacz gospodarczy, samorządowiec, polityk (ur. 1923)
  - Marek Gedl, polski archeolog (ur. 1934)
  - Gerry Neugebauer, amerykański fizyk, astronom pochodzenia austriacko-niemieckiego (ur. 1932)
- 2015:
  - Sidney Phillips, amerykański żołnierz, lekarz, pisarz (ur. 1924)
  - Tadeusz Poklewski-Koziełł, polski archeolog (ur. 1932)
- 2016:
  - Mark Dworecki, rosyjski szachista (ur. 1947)
  - Giacomo Fornoni, włoski kolarz szosowy i torowy (ur. 1939)
  - Herschell Gordon Lewis, amerykański reżyser i producent filmowy (ur. 1929)
  - Henryk Mąka, polski pisarz, reportażysta, publicysta (ur. 1930)
- 2017:
  - Maria Bartczak, polska dziennikarka (ur. 1961)
  - Barry Dennen, amerykański aktor, piosenkarz (ur. 1938)
- 2018:
  - Iwan Dejanow, bułgarski piłkarz (ur. 1937)
  - Henryk Misiak, polski piłkarz (ur. 1928)
  - Manuel Rodríguez, chilijski piłkarz, trener (ur. 1938)
- 2019:
  - Giovanni Bramucci, włoski kolarz szosowy (ur. 1946)
  - Jacques Chirac, francuski polityk, mer Paryża, premier i prezydent Francji (ur. 1932)
  - Bolesław Gleichgewicht, polski matematyk, szachista, działacz opozycji antykomunistycznej pochodzenia żydowskiego (ur. 1919)
  - William Levada, amerykański duchowny katolicki, arcybiskup Portlandu i San Francisco, kardynał (ur. 1936)
  - Giennadij Manakow, rosyjski pułkownik sił powietrznych, kosmonauta (ur. 1950)
- 2020:
  - Jacques Beurlet, belgijski piłkarz (ur. 1944)
  - Stanisław Cebrat, polski biolog, wykładowca akademicki (ur. 1945)
- 2021:
  - José Freire Falcão, brazylijski duchowny katolicki, arcybiskup Teresiny i Brasílii, kardynał (ur. 1925)
  - Siarhiej Hierasimiec, białoruski piłkarz, trener (ur. 1965)
  - Alan Lancaster, brytyjski wokalista, basista, członek zespołu Status Quo (ur. 1949)
- 2022:
  - Witold Jemielity, polski duchowny katolicki, profesor nauk teologicznych, historyk Kościoła (ur. 1935)
  - Jusuf al-Kardawi, egipski teolog i uczony islamski (ur. 1926)
  - Sylwia Kurzela, polska dziennikarka radiowa (ur. 1970)
  - Ronney Pettersson, szwedzki piłkarz, bramkarz (ur. 1940)
  - Mark Souder, amerykański polityk (ur. 1950)
- 2023:
  - Asgeir Dølplads, norweski skoczek narciarski (ur. 1932)
  - Brooks Robinson, amerykański baseballista (ur. 1937)
  - Stanisław Szymecki, polski duchowny katolicki, biskup kielecki, arcybiskup metropolita białostocki (ur. 1924)
- 2024:
  - John Ashton, amerykański aktor (ur. 1948)
  - Andrzej Baran, polski inżynier, przedsiębiorca, samorządowiec, prezydent Dąbrowy Górniczej (ur. 1944)
  - Sören Börjesson, szwedzki piłkarz, trener (ur. 1956)